# Kohhei Kudoh
Kohhei Kudoh, né le 9 février 1990, est un snowboardeur japonais. Spécialisé dans le half-pipe, il a notamment remporté une épreuve de half-pipe en coupe du monde lors de la saison 2009 à Cardrona (Nouvelle-Zélande). Auparavant, il fut sacré champion du monde juniors de half-pipe en 2006 à Vivaldi Park (Corée du Sud) et était monté à deux reprises sur un podium en coupe du monde lors de la saison 2007 à Furano (Japon) et Calgary (Canada) en prenant à chaque fois la seconde place.

## Palmarès

### Coupe du monde
- Meilleur classement au général : 16e en 2007.
- Meilleur classement de half-pipe : 2e en 2007.
- 3 podiums dont 1 victoires (toutes en half-pipe).